# Pere Melis Pons
Pere Melis Pons (Ciutadella, 23 de desembre de 1924 - 4 d'octubre de 2005) fou un mestre i pedagog menorquí, estudiós dedicat a la divulgació filològica amb el desig que la gent conegui millor la llengua i l'empri com a vehicle principal de comunicació tant oral com escrit. Treballà de mestre a Osca i a Madrid i a Ciutadella, on es va jubilar el 1991.
Va començar a escriure el novembre de 1979 a El Iris "per mor d'una placa poc aclaridora a un carrer ple de clots i bonys ". Molt conegut per la seva secció Espipollant del Diari de Menorca, que publicà des de l'any 1981 fins al 2003. Hi comentà paraules, dites, costums, personatges, combinant els comentaris filològics i les anècdotes. Tasca de divulgació d'algunes característiques del menorquí. Un dels seus seguidors era Francesc de Borja Moll, que el va felicitar el 1985. Publicà diàriament al Diari de Menorca (de dilluns a dissabte aquesta secció i el diumenge "Per passar l'estona", amb 600 comentaris).
Rebé el reconeixement del Consell Insular de Menorca, expressat el 17 de gener de 1987. Era membre de la Secció de Llengua i Literatura de l'Institut Menorquí d'Estudis. Va ser ponent del XXVIII Col·loqui de la Societat d'Onomàstica, Ciutadella de Menorca i Maó el març de 2002. El 28 de febrer de 2003 va rebre el Premi Ramon Llull. També va ser membre de jurat de concursos literaris (Francesc d'Albranca, de Ferreries, el 1987) i pregons. El 16 de gener de 2022 li fou concedida la Medalla d'Or de Ciutadella a títol pòstum.

## Obres
- La llengua de Menorca. Recull de paraules menorquines a Quaderns de Folklore.
- Josep Pla i Menorca (2007)
- Sobre antics costums i altres temes de Menorca (2002)
- Sobre les nostres rondalles i altres mostres de literatura popular (2002)